# Toskanische Küche
Die toskanische Küche ist eine Regionalküche Italiens. Sie ist, weil die Toskana sowohl am Meer liegt, als auch über Wälder mit Wild und Weiden zur Tierhaltung verfügt, sehr vielfältig. Einzelne Städte haben ihre besonderen Gerichte oder Spezialitäten. Bisweilen sind toskanische Rezepte nur Variationen von in ganz Italien verbreiteten Gerichten und Lebensmitteln.

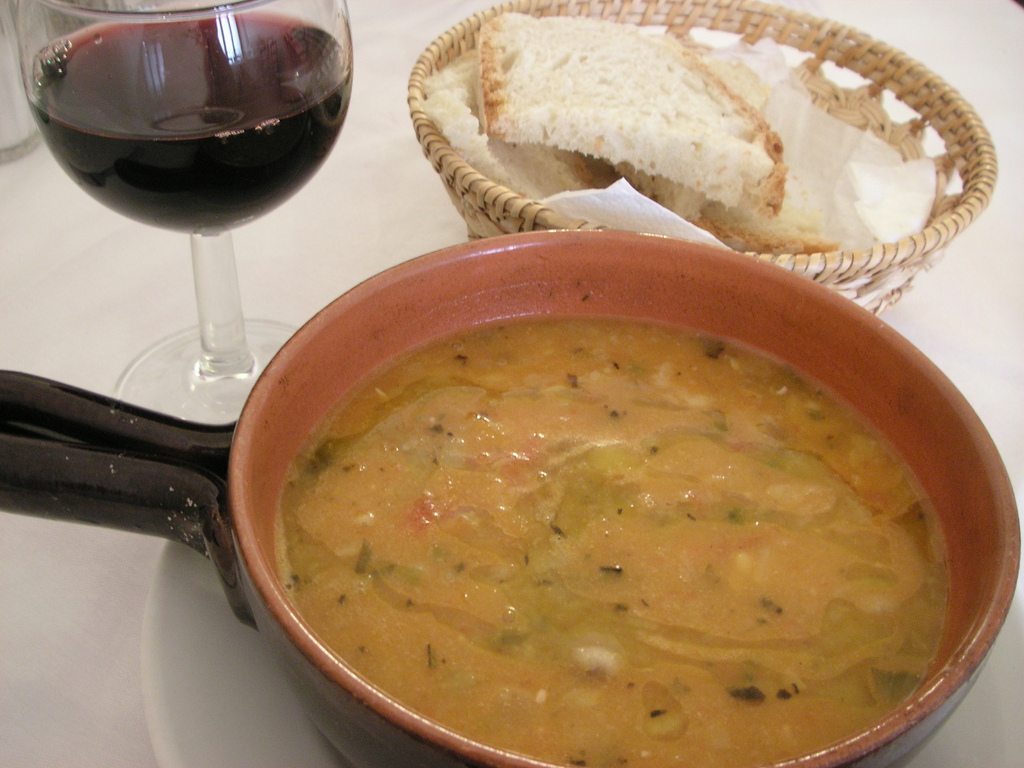
Eine Acquacotta-Variante

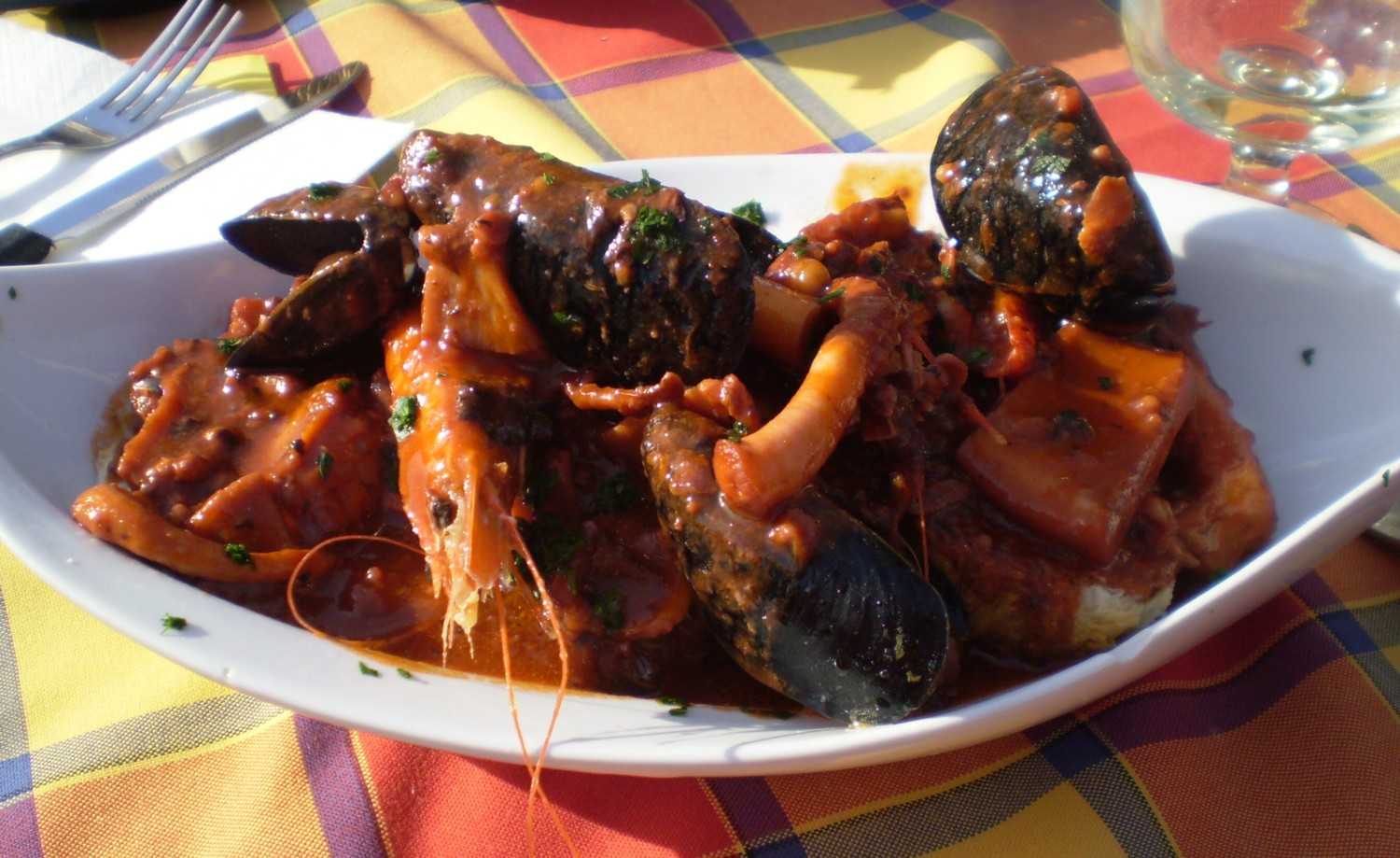
Cacciucco

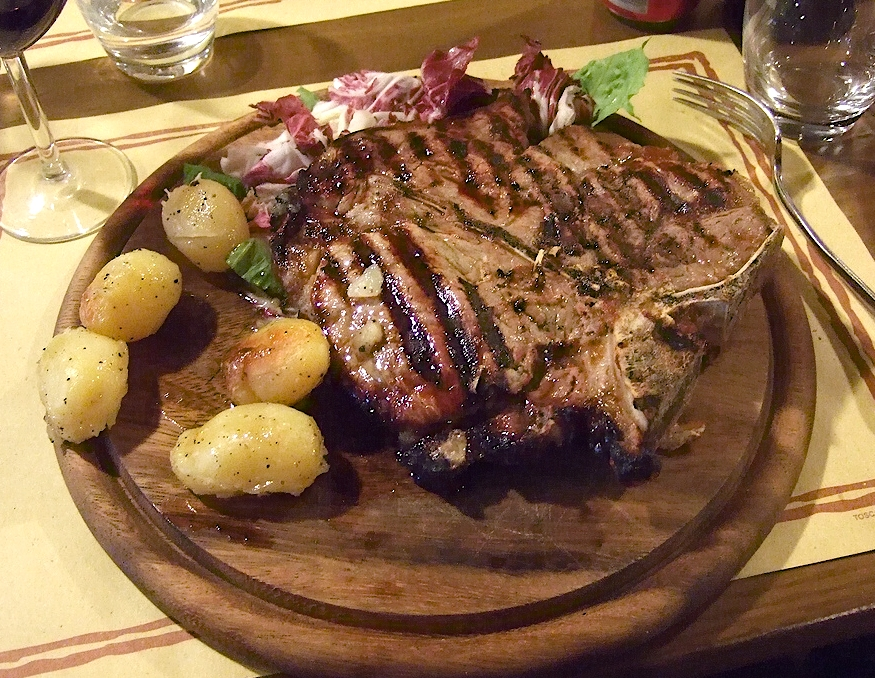
Eine Bistecca alla fiorentina

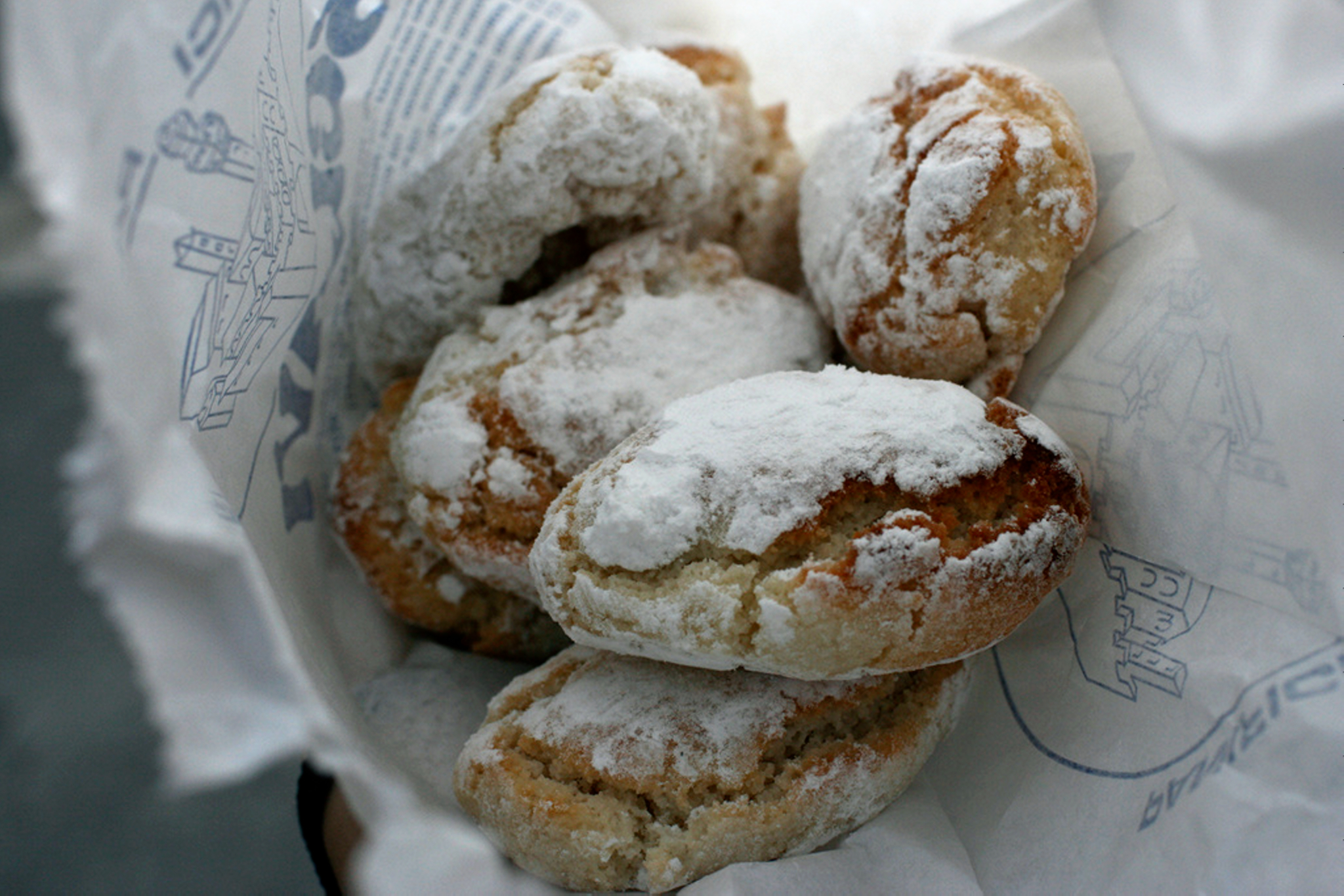
Ricciarelli

Eine der Besonderheiten der toskanischen Küche ist, dass das Brot (Pane Sciocco) salzlos ist, was auf eine Auseinandersetzung zwischen Florenz und Pisa im 12. Jahrhundert zurückgeführt wird. Pisa lieferte dereinst kein Salz mehr in die Region.

## Allgemeines
Im Vergleich mit den Küchen anderer italienischer Regionen gilt die Toskana als an Nahrungsmitteln reiche Region. Peter Peter charakterisiert die toskanische Küche als „Gutshofküche“. In der Toskana gibt es viele Bohnengerichte wie die Topi affogati. Gängig sind außerdem Gerichte mit Edelkastanien, da Kastanienbäume zahlreich in der Toskana vorhanden sind, wenngleich ihre Früchte früher vor allem Nahrung der Armen waren. 
Das toskanische Olivenöl gilt als besonders hochwertig. Es gibt circa 14 Millionen Olivenbäume in der Toskana, die sich in 17 Sorten einteilen lassen. Die vier häufigsten Sorten sind Frantoio mit circa 48 %, Moraiolo, Leccino und Pendolino. DOP-Öle sind Chianti Classico, Lucca, Terre di Siena, Toscano und Seggiano.
Pellegrino Artusi, ursprünglich aus der Emilia-Romagna, war in Florenz ansässig, als er das erste Nationalkochbuch schrieb, aus diesem Grunde enthielt es viele toskanische Rezepte, die damit nationale Anerkennung erfuhren.

## Gerichte (Auswahl)
- Acquacotta, eine Suppe
- Ribollita, eine Suppe, basierend auf Brot und Bohnen
- Zuppa di ricotta, eine auf Ricotta und Zwiebeln basierende Suppe
- Panzanella, ein Brotsalat
- Bistecca alla fiorentina, ein Fleischgericht
- Cacciucco, eine Fischsuppe aus Livorno
- Cibreo, ein Hühnerfrikassee
- Scottiglia, ein Gericht aus verschiedenen Fleischsorten
- Peposo, ein gepfeffertes Gulasch aus Impruneta
- Gnudi burro e salvia, ein Pastagericht mit Butter und Salbei
- Pan di legno, eine Maronenpolenta
- Pappa al pomodoro, ein Brotbrei

## Weine
Zu den bekanntesten toskanischen Weinen zählen der Brunello di Montalcino, Carmignano, Chianti, Chianti Classico, Morellino di Scansano, Vernaccia di San Gimignano und der Vino Nobile di Montepulciano. Alle sieben sind DOCG-Weine. In der Toskana wurden zudem 2016 41 DOC-Weine angebaut.
Ein typischer Dessertwein ist der Vin Santo.

## Spezialitäten (Auswahl)
- Finocchiona, eine mit Fenchelsamen angereicherte Dauerwurst
- Biscotti di Prato, ein Mandelgebäck
- Castagnaccio toscano, ein Maronenkuchen
- Cenci, frittiertes Gebäck
- Schiaccia briaca, ein Kuchen
- Torta mantovana, ein Kuchen
- Ricciarelli, ein Mandelgebäck
- Panforte, ein Mandelgebäck
- Necci, ein Kastaniengebäck
- Pecorino, ein Schafskäse